# DIYバイオ
DIYバイオ、DIY生物学、自己流生物学（英: Do-it-yourself biology, DIY biology, DIY bio）、またはバイオパンクとは、バイオテクノロジー（生物工学）に関する拡大中の社会運動である。この運動では個人・共同体・小規模な組織が、伝統的な研究機関と同じ方法で生物学や生命科学を学んでいる。DIYバイオを主に行っているのは、教育研究機関や企業内教育などの様々な教育訓練を受けた個々人である。また彼らは、正式な教育を受けたことが少ないかゼロである他のDIY生物学者（DIYバイオロジスト）を指導・監督している。DIYバイオは趣味として、または地域社会の教育や開放的科学イノベーションのための非営利の活動努力として行われ得る。同時に、利益やビジネス着手のためにも行われ得る。
他の関連用語も、DIYバイオの共同体に結びついている。バイオハッキングやウェットウェアハッキングといった用語は、ハッカー文化やハッカー倫理との繋がりを強調している。ハッカーという用語は本来の意味、すなわち物事を行うために新しくて賢い方法を見つけるという意味で使われている。バイオハッキングという用語は、また、グラインダー達におけるサイボーグ・人間強化・身体改造・デザイナーベイビー・マイクロチップ・トランスヒューマニズムの共同体によっても使われており、これはDIYバイオ運動と関連するが性質は異なると考えられている。バイオパンクという用語は、この運動に関連する技術革新・進歩主義・政治・芸術的な要素を強調している。

## 歴史
「バイオハッキング」という用語は、DIYバイオの概念と同じく、早ければ1988年には知られていた。
バイオハッキングは、基本的実験の単純な実演を通して、早くも2005年にサンフランシスコのプログラマーやメイカーズムーブメントの共同体へ参加した。DIYバイオの実験がスーパーハッピーデヴハウスSuperHappyDevHouseのハッカー達から注目されたことで、趣味としてさらに勢いを増すこととなった。
2005年、ロブ・カールソンは雑誌『ワイアード』の記事で次のように著した。「ガレージ生物学の時代がやって来る。参加したい？　ちょっとの手間でeBayにラボを買おう」。そうしてカールソンは同年、カリフォルニア州バークレーにある分子科学研究所（MSI）で以前かかっていたプロジェクトに取り組みながら、ガレージラボを設立した。
2008年、ジェイソン・ボーバとマッケンジー・コーウェルによってDIYバイオ協会が設立され、最初の大会が開催された。
2010年にはバイオキュリアス・ザ・バイオハッカースペースが、6人の起業家エリ・ジェントリ、クリスティーナ・ハサウェイ、ジョッシュ・パーフェット、レイモンド・マッカリー、ジョセフ・ジャクソン、ティト・ジャンコウスキーによって共同設立された。彼らはキックスターターおよび239人の支持者の助力を得て、3万5319ドルを調達した。他にも多くのラボや組織が、バイオキュリアスに続いてオープンした。ニューヨーク州ブルックリンのジェンスペース、カリフォルニア州オークランドのカウンターカルチャーラボ、メリーランド州ボルチモアのボルチモア・アンダーグラウンドサイエンス・スペース、カリフォルニア州ロサンゼルスのザ・ラボ、コロラド州デンバーのデンバーバイオラボ等が含まれるが、これに限らない。
2016年、バイオハッキングに焦点を当てた最初の大会が、カリフォルニア州オークランドで9月に行われると発表された。

## 関連文献
マーカス・ウォールセン 著、矢野真千子 訳『バイオパンク：ＤＩＹ科学者たちのＤＮＡハック！』NHK出版、2012年。ISBN 978-4140815328。